# Estadio Feliciano Cáceres
Het Estadio Feliciano Cáceres is een multifunctioneel stadion in Luque, een stad in Paraguay. Het stadion wordt vooral gebruikt voor voetbalwedstrijden, de voetbalclub Sportivo Luqueño maakt gebruik van dit stadion. In het stadion is plaats voor 24.000 toeschouwers. Het stadion werd gerenoveerd in 1999.

## Internationale toernooien

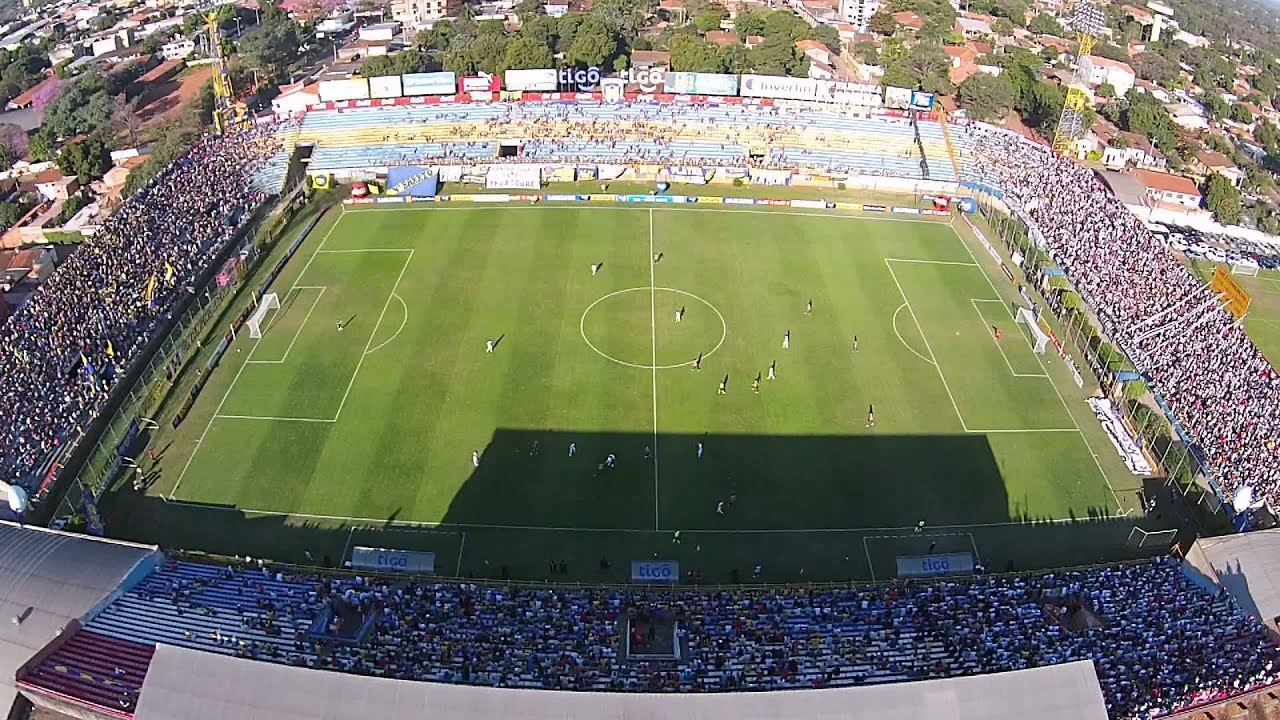
Estadio feliciano Caceres

Dit stadion werd in 1999 gebruikt voor wedstrijden op de Copa América 1999. Dat toernooi werd van 29 juni tot en met 18 juli 1999 in Paraguay gespeeld. Er waren 6 wedstrijden, vijf daarvan in de groepsfase van het toernooi en daarnaast nog de kwartfinale tussen Chili en Colombia (3–2).
| № | Datum        | Wedstrijd             | Uitslag | Toernooi                        | Toeschouwers |
| - | ------------ | --------------------- | ------- | ------------------------------- | ------------ |
| 1 | 1 juli 1999  | Argentinië – Ecuador  | 3 – 1   | Copa América 1999 – groepsfase  | 12.000       |
| 2 | 4 juli 1999  | Argentinië – Colombia | 0 – 3   | Copa América 1999 – groepsfase  | 15.000       |
| 3 | 4 juli 1999  | Uruguay – Ecuador     | 2 – 1   | Copa América 1999 – groepsfase  | 15.000       |
| 4 | 7 juli 1999  | Uruguay – Argentinië  | 0 – 2   | Copa América 1999 – groepsfase  | 8.000        |
| 5 | 7 juli 1999  | Colombia – Ecuador    | 2 – 1   | Copa América 1999 – groepsfase  | 8.000        |
| 6 | 11 juli 1999 | Chili – Colombia      | 3 – 2   | Copa América 1999 – kwartfinale | 12.000       |

Tussen 7 en 28 januari 2007 was in Paraguay het Zuid-Amerikaans kampioenschap onder 20 jaar. In dit stadion waren er op dat toernooi 10 groepswedstrijden.